# غويلرمو فراتا
غويلرمو فراتا (بالإسبانية: Guillermo Fratta) هو لاعب كرة قدم أوروغواياني في مركز الدفاع، ولد في 19 سبتمبر 1995 في روجا، أوروغواي ‏ في الأوروغواي. شارك مع منتخب الأوروغواي تحت 20 سنة لكرة القدم. أما مع النوادي، فقد لعب مع ديفينسور سبورتينغ.

## وصلات خارجية
- غويلرمو فراتا على موقع قاعدة بيانات كرة القدم.إي يو (الإنجليزية)
- غويلرمو فراتا على موقع Soccerway.com (الإنجليزية)
- غويلرمو فراتا على موقع عالم كرة القدم.نت (الإنجليزية)